# Balatonszepezd, Veszprém
Balatonszepezd  este un sat în districtul Balatonfüred, județul Veszprém, Ungaria, având o populație de 391 de locuitori (2011). 

## Demografie
Componența etnică a satului Balatonszepezd
     Maghiari (96,14%)
     Germani (2,89%)
     Ruși (0,96%)
Componența confesională a satului Balatonszepezd
     Romano-catolici (42,97%)
     Reformați (9,97%)
     Fără religie (9,21%)
     Luterani (2,81%)
     Necunoscută (35,04%)
Conform recensământului din 2011, satul Balatonszepezd avea 391 de locuitori. Din punct de vedere etnic, majoritatea locuitorilor (96,14%) erau maghiari, cu o minoritate de germani (2,89%). Nu există o religie majoritară, locuitorii fiind romano-catolici (42,97%), reformați (9,97%), persoane fără religie (9,21%) și luterani (2,81%). Pentru 35,04% din locuitori nu este cunoscută apartenența confesională.